# Liste der historischen Fahrzeuge von Bernmobil

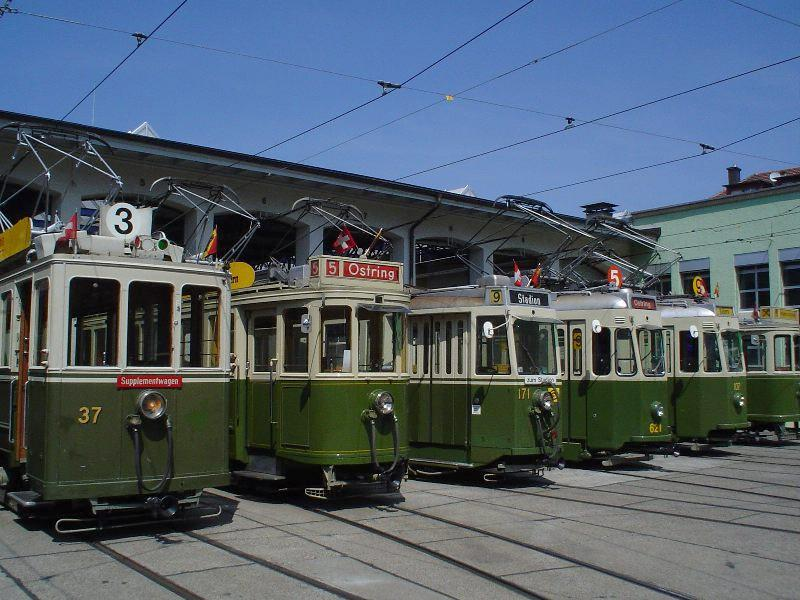
Historische Berner Trams von Bernmobil im Depot Eigerplatz (2004)

Die Liste der historischen Fahrzeuge von Bernmobil umfasst alle museal erhaltenen Fahrzeuge der Schweizer Verkehrsgesellschaft Bernmobil, inklusive ihrer Vorgängergesellschaften. Eine detaillierte Aufstellung aller jemals beschafften Fahrzeuge befindet sich unter Strassenbahn Bern, Trolleybus Bern beziehungsweise Omnibusverkehr in Bern.

## Strassenbahn

### Dampftramwaylokomotiven
| Ursprünglicher Eigentümer | Bezeichnung | Nr. | Baujahr | Hersteller | Heutiger Eigentümer | Standort             | Bemerkung                         |
| ------------------------- | ----------- | --- | ------- | ---------- | ------------------- | -------------------- | --------------------------------- |
| BTG                       | G 3/3       | 12  | 1894    | SLM        | Technorama          | Bern, Eigerplatz     | Dampftramwaylokomotive "Glettise" |
| BTG                       | G 3/3       | 18  | 1894    | SLM        | Verkehrshaus        | Luzern, Verkehrshaus | Dampftramwaylokomotive "Glettise" |

### Triebwagen
| Ursprünglicher Eigentümer | Bezeichnung | Nummer | Baujahr | Hersteller       | Heutiger Eigentümer       | Standort          | Bemerkung                                                                                       |
| ------------------------- | ----------- | ------ | ------- | ---------------- | ------------------------- | ----------------- | ----------------------------------------------------------------------------------------------- |
| SSB                       | Ce 2/2      | 37     | 1910    | SWS / MFO        | Bernmobil                 | Bern, Weissenbühl |                                                                                                 |
| SSB                       | Ce 2/2      | 52     | 1914    | SWS / MFO        | Museumsbahn Blonay–Chamby | Chaulin, Museum   | Von den Städtischen Verkehrsbetrieben Bern an die Museumsbahn Blonay–Chamby verschenkt          |
| SSB                       | Ce 4/4      | 145    | 1935    | SIG / MFO        | Bernmobil                 | Bern, Weissenbühl | Bis Dezember 2004 für das Warenhaus Loeb als Märlitram im Einsatz, im Winterquartal Fondue-Tram |
| SSB                       | Ce 4/4      | 647    | 1935    | SIG / MFO        | Bernmobil                 | Bern, Eigerplatz  | ehemals Nummer 147, Restaurantwagen                                                             |
| SSB                       | Ce 4/4      | 171    | 1944    | SIG / MFO        | Bernmobil                 | Bern, Weissenbühl | ehemals Rollstuhltram. Nur noch einseitig mit einer Längsbank ausgerüstet, "Lufter"             |
| SSB                       | Ce 4/4      | 175    | 1944    | SIG / MFO        | Amitram                   | Lille, Museum     | im Originalzustand, "Lufter"                                                                    |
| SVB                       | Ce 4/4      | 107    | 1947    | SWS / BBC / MFO  | Bernmobil                 | Bern, Weissenbühl | Schweizer Standardwagen, von 1986 bis 1999 als Nummer 607 geführt                               |
| SVB                       | Be 4/4      | 621    | 1960    | SWS / BBC / MFO  | Bernmobil                 | Bern, Weissenbühl | ehemals Wagen 121                                                                               |
| SVB                       | Be 8/8      | 719    | 1973    | SWS / BBC / SAAS | Bernmobil                 | Bern, Weissenbühl | ehemals Wagen 9, Nummern 712–718 und 720–726 plus Reste des 711 in Iaşi (Rumänien)              |

### Beiwagen
| Ursprünglicher Eigentümer | Bezeichnung | Nummer | Baujahr   | Hersteller | Heutiger Eigentümer | Standort             | Bemerkung |
| ------------------------- | ----------- | ------ | --------- | ---------- | ------------------- | -------------------- | --- |
| BTG                       | C4          | 26     | 1894      | SLM        | Verkehrshaus        | Luzern, Verkehrshaus | |
| BTG                       | C4          | 302    | 1894      | SLM        | Privat              | Goumoens-le-Jux (VD) | Aktuelle Wagennummer. Nur Wagenkasten. Keine Drehgestelle. Umgebauter Wagen der ursprünglichen Serie C4 19–30 beziehungsweise 71–79 beziehungsweise 301–309 |
| BTG                       | C4          | 31     | 2002      | SLM        | BTG                 | Bern, Eigerplatz     | Nachbau |
| SSB                       | C           | 204    | 1904/1933 | SWS / SVB  | Bernmobil           | Bern, Weissenbühl    | |
| SSB                       | C           | 239    | 1914      | SIG        | Bernmobil           | Bern, Weissenbühl    | |
| SSB                       | C4          | 311    | 1933      | SIG        | Bernmobil           | Bern, Weissenbühl    | im Winterquartal Fondue-Tram |
| SSB                       | C4          | 312    | 1933      | SIG        | Bernmobil           | Bern, Eigerplatz     | |
| SVB                       | B4          | 316    | 1945      | SWS        | Amitram             | Lille, Museum        | "Babeli" |
| SVB                       | B4          | 317    | 1945      | SWS        | Bernmobil           | Bern, Weissenbühl    | "Babeli" |
| SVB                       | B4          | 327    | 1952      | FFA        | Bernmobil           | Bern, Weissenbühl    | Nummern 325, 326 und 330 in Iaşi (Rumänien) |
| SVB                       | B4          | 337    | 1961      | SIG / SWS  | Bernmobil           | Bern, Weissenbühl    | Nummern 332, 334, 335 und 338–340 in Iaşi (Rumänien) |

### Dienstmotorwagen
| Ursprünglicher Eigentümer | Beschreibung  | Bezeichnung | Nr. | Baujahr | Hersteller | Heutiger Eigentümer | Standort          | Bemerkung           |
| ------------------------- | ------------- | ----------- | --- | ------- | ---------- | ------------------- | ----------------- | ------------------- |
| Stadt Bern                | Schneepflug   | Xe 2/2      | 501 | 1910    | SWS / MFO  | Bernmobil           | Bern, Weissenbühl | nicht betriebsfähig |
| SSB                       | Schneepflug   | Xe 2/2      | 502 | 1920    | SWS / MFO  | Bahnmuseum Kerzers  | Bern, Weissenbühl | nicht betriebsfähig |
| SSB                       | Schweisswagen | Xe 4/4      | 503 | 1936    | SIG / MFO  | Bernmobil           | Bern, Weissenbühl |                     |

## Trolleybus

### Solowagen
| Eigentümer Ursprünglich | Nummer | Baujahr | Hersteller           | Typ | Eigentümer heute | Standort      | Bemerkung                |
| ----------------------- | ------ | ------- | -------------------- | --- | ---------------- | ------------- | ------------------------ |
| SSB                     | 13     | 1942    | FBW / BBC / Gangloff |     | Tramverein Bern  | Ruefswil (LU) | Nicht mehr betriebsfähig |

### Gelenkwagen
| Eigentümer Ursprünglich | Nummer | Baujahr | Hersteller                          | Typ    | Eigentümer heute | Standort               | Bemerkung                               |
| ----------------------- | ------ | ------- | ----------------------------------- | ------ | ---------------- | ---------------------- | --------------------------------------- |
| SSB                     | 13     | 1942    | FBW / BBC / Gangloff                | 2      | Tramverein Bern  | Ruefswil (LU)          | 1)                                      |
| SVB                     | 28     | 1961    | FBW / MFO / SWS / Ramseier & Jenzer |        | Tramverein Bern  | Ruefswil (LU)          | Typ GTr51, Spitzname "Flipperkasten" 1) |
| SVB                     | 38     | 1974    | FBW / SAAS / Ramseier & Jenzer      | 91 GTL | 2)               | Ruefswil (LU)          | 1)                                      |
| SVB                     | 55     | 1974    | FBW / SAAS / Ramseier & Jenzer      | 91 GTL | 3)               | Solingen (Deutschland) |                                         |
| SVB                     | 59     | 1974    | FBW / SAAS / Hess                   | 91 GTL | 2)               | Selzach (SO)           | 1)                                      |

1) Nicht betriebsfähig 
2) Gemeinsamer Besitz durch Tramverein Bern und Trolleybusverein Schweiz
3) Obus-Museum Solingen e. V. (Deutschland)

## Autobus

### Solowagen
| Ursprünglicher Eigentümer | Nummer | Baujahr | Hersteller                                 | Typ | heutiger Eigentümer | Standort         | Bemerkung |
| ------------------------- | ------ | ------- | ------------------------------------------ | --- | ------------------- | ---------------- | --------- |
| SOB                       | 5      | 1924    | Saurer                                     |     | Bernmobil           | Bern, Eigerplatz | 1)        |
| SOB                       | 7      | 1929    | Saurer / Ramseier & Jenzer / Streun & Cie. | BLD | Tramverein Bern     | Bern, Eigerplatz |           |
| SOB                       | 50     | 1941    | Saurer / Gangloff                          | 4H  | Tramverein Bern     | 2)               |           |
| SVB                       | 70     | 1948    | Saurer / Gangloff                          | 4H  | Tramverein Bern     | 2)               |           |
| SVB                       | 86     | 1950    | Saurer / FFA                               | 4H  | Tramverein Bern     | 2)               | "Düseler" |
| SVB                       | 91     | 1956    | Saurer / Ramseier & Jenzer                 | 5HP | Tramverein Bern     | 2)               |           |
| SVB                       | 157    | 1965    | FBW / Gangloff                             |     | Tramverein Bern     | Ruefiswil (LU)   |           |

1) Ältester Stadtautobus der Schweiz. Neuaufbau der Holzkarosserie nach Brand 2003
2) Bern Burgernziel oder Bern Wabern, je nach Situation der Vermietung beziehungsweise des Unterhaltes durch den Tramverein Bern.

### Gelenkwagen
| Ursprünglicher Eigentümer | Nummer | Baujahr | Hersteller                         | Typ    | Heutiger Eigentümer | Standort       | Bemerkung              |
| ------------------------- | ------ | ------- | ---------------------------------- | ------ | ------------------- | -------------- | ---------------------- |
| SVB                       | 251'   | 1964    | FBW / Ramseier & Jenzer / Gangloff | BG 91G | Tramverein Bern     | Ruefiswil (LU) | "Grossmutter" 1)       |
| SVB                       | 270'   | 1968    | FBW / Gangloff                     | 91-GL  | Tramverein Bern     | Ruefiswil (LU) | 1)                     |
| SVB                       | 283'   | 1977    | FBW / Ramseier & Jenzer            | 91-GL  | Tramverein Bern     | Ruefiswil (LU) | VST-Einheitskarosserie |

1) Prototyp der Wagen 252'-270', Erster FBW-Gelenkwagen. War bei Bernmobil letztmals 2003 im planmäßigen Einsatz.